# Ostoja István bosnyák király
Ostoja István (1378 körül – 1418. szeptember), bosnyákul és horvátul: Stjepan Ostoja, szerbül: Стефан Остоја, bosnyák király, a Kotromanić-ház tagja. II. Tvrtko bosnyák király féltestvére.

## Élete
I. Tvrtko bosnyák királynak ismeretlen ágyasától született természetes fia.
A boszniai trónöröklés szerint nem elsőszülöttségi rendben örökölték a Kotromanić-ház tagjai a trónt, így I. Tvrtko feltehetőleg még kiskorú gyermekeit megelőzve az elhunyt király közeli rokonát, Dabiša Istvánt választották királlyá 1391-ben. Dabiša halála után 1395-ben már annak kiskorú fiát is mellőzték, és özvegyét, Gruba Ilona királynét ültették Bosznia trónjára, akit azonban 1398 februárjában elmozdítottak onnan, és I. Tvrtko házasságon kívüli fiát, Ostoja Istvánt választották helyette. Ostoja féltestvére, Tvrtko herceg, aki feltehetőleg I. Tvrtko törvényes fia volt, és a feleségétől, Sisman Dorottya királynétól született, trónharcok árán végül 1404-ben nyerte el az ország kormányzását II. Tvrtko néven, mikor testvérét egy összeesküvés megbuktatta, és Ostoja Zsigmond magyar királyhoz menekült. Maróti János macsói bánt küldte Zsigmond Ostoja megsegítésére, aki elfoglalta Szreberniket és Ostoja székhelyét, Bobovácot (történelmi magyar nevén: Babolc), ahova magyar őrséget helyezett, de II. Tvrtkót nem sikerült ekkor még elmozdítani a trónról. Zsigmond király végül 1408-ban vezetett nagy szabású hadjáratot Boszniába, melynek eredményeként II. Tvrtko királyt Dobor váránál fogságba ejtette, aki meghódolt előtte, és elismerte a magyar király fennhatóságát. Zsigmond ekkor magával vitte a legyőzött II. Tvrtkót Budára. Az 1408-as Bosznia fölötti győzelem alkalmából alapította meg Zsigmond és Cillei Borbála királyné a Sárkányrendet. 1409. októberében a Magyarországon „vendégeskedő” II. Tvrtkót a magyarellenes párt Hranić Sandalj vajda vezetésével hivatalosan is elmozdította a trónjáról, és ismét Tvrtko féltestvérét, Ostoját kiáltották ki királlyá. Ostoja a haláláig, 1418. szeptemberéig Bosznia királya maradt, bár 1415-ben Zsigmond újra Boszniába küldte a trónfosztott II. Tvrtkót, hogy ismét elfoglalja a trónt. Ostoját a törvényes fia, Ostojić István követte a trónon, akit II. Tvrtkónak sikerült 1421-ben letaszítani a trónról.
Ostoja István királyt a bobováci királyi kápolnában helyezték örök nyugalomra.

## Gyermekei
- 1. feleségétől,  Kujeva (1385 körül–1434) bosnyák úrnőtől, Radin Jablanić lányától, 1 fiú:
  - István (1400–1422), Ostojić István néven bosnyák király, nem nősült meg, gyermekei nem születtek
- 2. feleségétől, Nelipić Ilona (1375 körül–1422) bosnyák úrnőtől, az Ivanić család tagjától, Hervoja (–1416) herceg, horvát bán özvegyétől, nem születtek gyermekei[2]
- Házasságon kívüli kapcsolatából (kapcsolataiból), 2 fiú:
  - Radivoj (1410 körül–1463) bosnyák trónkövetelő, felesége Velikei Katalin,[3] 3 fiú
  - Tamás (1412 körül–1461), István Tamás néven bosnyák király, 1. felesége Vojača (1417 körül–1445 után) bosnyák úrnő, 2 fiú, 2. felesége Vukčić Katalin (1424–1478) szent szávai hercegnő, 2 gyermek, többek között:
    - (1. házasságából): Tomašević István (1438 körül–1463), Szerbia (1459) és Bosznia (1463) utolsó uralkodója, felesége Brankovics Mária  (1447–1498 körül) szerb hercegnő, gyermekei nem születtek